# Judo en los Juegos Panafricanos de 1999
El torneo de judo en los Juegos Panafricanos de 1999 se realizó en Johannesburgo (Sudáfrica), entre el 11 y el 14 de septiembre. En total se disputaron en este deporte dieciséis pruebas diferentes, ocho masculinas y ocho femeninas.

## Resultados

### Masculino
| Evento  | Oro                           | Plata                        | Bronce                                                |
| ------- | ----------------------------- | ---------------------------- | ----------------------------------------------------- |
| –60 kg  | Makrem Ayed Túnez             | Wouter van Zijl Sudáfrica    | Omar Rebahi Argelia Aly Attyé Senegal                 |
| –66 kg  | Amar Meridya Argelia          | Anis Lunifi Túnez            | Henry Wessels Sudáfrica Bourama Mariko Mali           |
| –73 kg  | Hasen Musa Túnez              | Suleman Musa Nigeria         | Nuredin Yagubi · Argelia · Haizam El-Huseini · Egipto |
| –81 kg  | Majemite Omagbaluwaje Nigeria | Patrick Matangi Zimbabue     | Brahima Guindo Mali Jean-Paul Azie Mauricio           |
| –90 kg  | Iskander Hachicha Túnez       | Jean-Claude Raphael Mauricio | Jaled Medah · Argelia · Ali Elshrif · Egipto          |
| –100 kg | Basel El-Garbawi · Egipto     | Sami Belgrun Argelia         | Sadok Jalgui Túnez Antonio Felicité Mauricio          |
| +100 kg | Mohamed Buaichaui Argelia     | Steeve Nguema Ndong Gabón    | Paul Holder Sudáfrica Lokofo Ngila R. D. del Congo    |
| Abierta | Basel El-Garbawi · Egipto     | Jean-Claude Raphael Mauricio | Majemite Omagbaluwaje Nigeria Sami Belgrun Argelia    |

### Femenino
| Evento  | Oro                      | Plata                               | Bronce                                                   |
| ------- | ------------------------ | ----------------------------------- | -------------------------------------------------------- |
| –48 kg  | Hayet Ruini Túnez        | Dolly Moothoo Mauricio              | Tania Tallie Sudáfrica Lovelyn Orji-Ben Nigeria          |
| –52 kg  | Salima Suakri Argelia    | Geneviève Nga Onana Camerún         | Naina Ravaoarisoa Madagascar Catherine Ekuta Nigeria     |
| –57 kg  | Françoise Nguele Camerún | Lynda Mekzin Argelia                | Rose Marie Kouaho Costa de Marfil Karima Dhauadi Túnez   |
| –63 kg  | Nesria Traki Túnez       | Sanama Agoume Camerún               | Henriette Moller · Sudáfrica · Yasmin Afifi · Egipto     |
| –70 kg  | Saida Dhahri Túnez       | Sally Buckton Sudáfrica             | Chicmah Obodo Nigeria Lea Zahoui Blavo Costa de Marfil   |
| –78 kg  | Mélanie Engoang Gabón    | Nora Abdelhamid · Egipto            | Christy Obekpa Nigeria Chahla Atailia Argelia            |
| +78 kg  | Heba Hefny · Egipto      | Adja Marieme Diop Senegal           | Chemabo Awah Camerún Marguerita Goua Lou Costa de Marfil |
| Abierta | Heba Hefny · Egipto      | Marguerita Goua Lou Costa de Marfil | Christy Obekpa Nigeria Nesria Traki Túnez                |

## Medallero
| Núm. | País            | Oro | Plata | Bronce | Total |
| ---- | --------------- | --- | ----- | ------ | ----- |
| 1    | Túnez           | 6   | 1     | 3      | 10    |
| 4    | Egipto          | 4   | 1     | 3      | 8     |
| 3    | Argelia         | 3   | 2     | 5      | 10    |
| 4    | Camerún         | 1   | 2     | 1      | 4     |
| 5    | Nigeria         | 1   | 1     | 6      | 8     |
| 6    | Gabón           | 1   | 1     | 0      | 2     |
| 7    | Mauricio        | 0   | 3     | 2      | 5     |
| 8    | Sudáfrica       | 0   | 2     | 4      | 6     |
| 9    | Costa de Marfil | 0   | 1     | 3      | 4     |
| 10   | Senegal         | 0   | 1     | 1      | 2     |
| 11   | Zimbabue        | 0   | 1     | 0      | 1     |
| 12   | Mali            | 0   | 0     | 2      | 2     |
| 13   | Madagascar      | 0   | 0     | 1      | 1     |
| 13   | R. D. del Congo | 0   | 0     | 1      | 1     |
|      | TOTAL           | 16  | 16    | 32     | 64    |